# Mainar
Mainar est une commune d’Espagne, dans la province de Saragosse, communauté autonome d'Aragon, comarque de Campo de Daroca.

## Géographie
Situé dans un petit tertre à l'extrémité de la plaine du même nom, il est circoncis par les contreforts de la Sierra de Algairén la sierra de los Bodegones, la sierra de los Pilones (également connu sous le nom de Sierra Modorra), et la Sierra del Peco.

## Hydrographie
La rivière Huerva sillonne la commune de Mainar, qui forme la frontière de la commune avec Villarreal de Huerva.
Il y a aussi le ruisseau Villarroya (connu sous le nom Valsáuco sur de nombreuses cartes) et le ruisseau de Villarpardo. Les deux cours d'eau, bien que géographiquement connus en tant qu'ils ne le sont pas géologiquement, car ils sont le résultat de l'activité humaine. Ils ont été créés les XIIe et XIIIe siècles dans les canaux de drainage (gorges) excessivement humides, et donc ne sont pas propices à la culture. Ceci peut être vérifié en regardant les sections droites longues des courants présumés et leurs angles parfaits et même les pavés de la courant dans de nombreux tronçons, il est à la place de «El Alcocer» où la fabrication artificielle est la plus évidente.
Le ruisseau Villarpardo est excavé en partie par l'érosion différentielle et en partie par le travail humain entre les conglomérats (connu sous le nom «guijo»: «gravier», ou «caillou») de la rive gauche et droite calcaires. Reçoit par la gauche la Rambla (le torrent), qui reçoit à son tour du ravin Valdelacebo à gauche; et reçoit à droit les gorges de Carralanga et Carramanchones.
Le ruisseau de reçoit par la droite la gorge Sisones; et à gauche la Cañada (gorge) del Tío Alegría, la Cañada del Moro (qui à son tour reçoit par la Cañada de la Viña) et la Cañada del Gordo.
En outre, il y a aussi plusieurs canaux d'irrigation (la acequia de los Ojos y la acequia de «El Reajo»); en fait, deux petits canaux de drainage, ce qui n'empêche que les eaux sont exploitées pour l'irrigation.
Un exemple de canal d'irrigation créé exclusivement pour l'irrigation est la Agua Somera ou Vega Somera («eau peu profonde» ou «plaine superficielle»), probablement de l'époque médiévale.
Mention à part sont les ravins («Barrancos») qui courent dans la commune, les plus importants sont ceux qui se jettent dans la rivière Huerva sur sa rive gauche: Barranco de la Fuente del Piojo, Barranco del Ontazo, Barranco del Pozo Ropera (formé par l'union du Barranco de los Bodegones avec le Barranco Dehesilla), Barranco del Despeñadero (formé par l'union du Barranco del Molinillo et du Barranco Oscuro) et Barranco de Valdefrasno.
La plupart d'entre eux étaient jadis des courants d'eau, mais après la politique forestière de l'ancien régime, l'excédent de pins a touché le principal débit des courants, et il est rare que les courants aient beaucoup d'eau après le printemps.

## Climat
Le climat est méditerranéen continental, très extrême: gelées très fortes en hiver (en particulier en février) et à l'extérieur de la chaleur (mais pas aussi dure que la vallée de l'Ebre). Des températures de 13 ou 14 en dessous de zéro sont normaux, et le minimum historique est encore beaucoup plus bas.

## Histoire
Bien que Mainar existait déjà avant le douzième siècle les premières mentions de Mainar dans l'histoire sont celles de la repopulation de Alphonse Ier d'Aragon et Pampelune, nous sommes sans nouvelles islamique et pré-islamique très peu dans la région. La plupart de la partie de la municipalité actuelle témoin des vagabondages de San Iñigo, confesseur de Sancho III Major et il est bien documenté que se retira dans les montagnes de Tobed. L'étymologie du Mainar est clair, ce qui est source de confusion est parce que ce nom a été choisi précisément. Mainar est un participe d'un verbe visigótico irrégulière: «magan, principale» qui signifie «prendre courage sur le champ de bataille».
Mainar était d'un membre de la Communauté des Villages de Daroca depuis 1248 jusqu'à la dissolution de la même en 1833 avec la formation de la division provinciale actuelle. Ainsi il partagé les mêmes événements historiques qui ont secoué toute la région.
Il a souffrit les agitations des guerres carlistes assez fortement parce que les montagnes environnantes étaient propices à la guérilla pour se cacher.
Il a aussi souffert les agitations de la Guerre Civile (1936-1939).
Il y a quelques années, Mainar est devenu partie de la nouvelle structure régionale connue sous le nom de Campo de Daroca. Son maire est Esmeraldo Marzo, l'un des maires les plus anciens d'Aragon, vieil «dinosaure» de la politique, dons les changements de régime ne lui ont pas touchés de rester au pouvoir.

## Lieux et monuments
L'église paroissiale de Santa Ana, construite au XVIe siècle avec l'un des meilleurs tours mauresques d'Aragon, construite dans le style mauresque et dans ses retables intérieurs des XVIIe et XVIIIe siècles sont conservées, et la taille des siècles XV et XVI . Elle a été mise à sac par Erik le Belge dans les années 1980, certains morceaux ont été récupérés plus tard. La pièce la plus précieuse (Une statue de San Blas originaire d'entre 1400 et 1450) ne mérite pas l'attention du si célèbre pilleur.
Il y a également plusieurs croix de chemin («peirones»), notamment, le peirón de San Antón (sacré à San Andrés jusqu'au vingtième siècle) et le peirón de la Vierge du Pilar («peirón de la Virgen del Pilar»); l'ermitage de San Andrés (à côté du peirón de San Antón); l'ermitage roman de Santo Domingo (en fait, des ruines); et plusieurs ruines celtes. Il y a aussi un pont romain, daté du siècle de Trajan (déuxième siècle après Jésus-Christ).

## Personnalités
Félix Monge, lingüiste.
Lamberto Funes, musicien.
Joaquín Gómez "el Chato", musicien.

## Politique local
Derniers maires de Mainar
Esmeraldo Marzo Marín (UCD): 1979-1983
Esmeraldo Marzo Marín (PAR): 1983-1987
Esmeraldo Marzo Marín (PAR): 1987-1991
Esmeraldo Marzo Marín (PAR): 1991-1995
Esmeraldo Marzo Marín (PAR): 1995-1999
Esmeraldo Marzo Marín (PAR): 1999-2003
Esmeraldo Marzo Marín (PAR): 2003-2007
Esmeraldo Marzo Marín (PAR): 2007-2011
Esmeraldo Marzo Marín (PAR): 2011-2015
Esmeraldo Marzo Marín (PAR): 2015- Aujourd'hui